# Leisure
„Leisure“ е дебютният албум на английската рок група Блър. Албумът излиза на 26 август 1991 г. във Великобритания, където достига 7-а позиция в класацията за албуми на Обединеното кралство (UK Albums Chart), а продажбите му носят златен сертификат. Месец по-късно албумът излиза в САЩ, като песните са подредени в различна последователност.
Песента „Sing“ от албума е включена в саундтрака към филма „Трейнспотинг“ през 1996 г.

## Песни
Всички песни са написани от Деймън Олбарн, Греъм Коксън, Алекс Джеймс и Дейв Раунтрий.
1. „She's So High“ – 4:45
2. „Bang“ – 3:36
3. „Slow Down“ – 3:11
4. „Repetition“ – 5:25
5. „Bad Day“ – 4:23
6. „Sing“ – 6:00
7. „There's No Other Way“ – 3:23
8. „Fool“ – 3:15
9. „Come Together“ – 3:51
10. „High Cool“ – 3:37
11. „Birthday“ – 3:50
12. „Wear Me Down“ – 4:49